# Liste d'élections en 1952
Chronologie des élections
- 1948
- 1949
- 1950
- 1951
- 1952
- 1953
- 1954
- 1955
- 1956

Cette liste recense les élections organisées durant l'année 1952. Elle inclut les élections législatives et présidentielles nationales dans les États souverains, ainsi que les principaux référendums.
C'est la période de la guerre froide. Derrière le rideau de fer, les élections en Europe de l'Est se déroulent à parti unique (Pologne en octobre, Roumanie en novembre) : aucune opposition au gouvernement communiste n'est acceptée. La République dominicaine demeure également une dictature à parti unique particulièrement brutale, où le Parti dominicain (droite) est seul autorisé à se présenter aux simulacres d'élections en mai. Au Venezuela (décembre), le dictature militaire autorise certains partis d'opposition mais falsifie le résultat des élections. Le Salvador (mars) connaît des élections où les candidats de la dictature sont seuls en lice, tandis que le Mexique (juillet) n'est pas réellement non plus une démocratie. En Asie, les élections en Corée du Sud (août) se déroulent en pleine guerre, et sous un régime autoritaire et répressif.
À l'inverse, dans plusieurs États d'Europe de l'ouest, aux États-Unis et au Japon ont lieu des élections multipartites et démocratiques. Elles entraînent une défaite du gouvernement et une alternance du pouvoir aux États-Unis (novembre), où le républicain Dwight D. Eisenhower accède à la présidence.
La Libye, l'Inde, la Birmanie et le Ceylan organisent leurs premières élections nationales depuis leurs indépendances respectives. En Inde, où le long processus électoral s'achève en février, le parti du Congrès national indien dispose d'une large majorité des sièges, permettant à Jawaharlal Nehru de conserver la direction du gouvernement.

## Par mois

### Janvier
Il n'y a pas d'élection nationale en janvier 1952.

### Février
| Date                               | Pays        | Élections    | Contexte | Résultats |
| ---------------------------------- | ----------- | ------------ | --- | --- |
| 19 février                         | Libye       | Législatives | Premières élections après l'indépendance du pays en décembre 1951. Seuls les hommes ont le droit de vote, et le scrutin ne se déroule pas à bulletin secret.      | Les candidats du gouvernement remportent une large majorité des sièges. Mahmoud al-Montasser (sans étiquette) demeure premier ministre. |
| 25 octobre 1951 au 21 février 1952 | Inde        | Législatives | Premières élections après l'indépendance du pays en 1947. (Les précédentes élections avaient eu lieu en 1945.) Elles se déroulent sur une période de quatre mois. | Le Congrès national indien (socialiste, laïc) conserve une large majorité des sièges. Jawaharlal Nehru demeure premier ministre.        |
| 26 février                         | Thaïlande   | Législatives | Le pays à cette date est une dictature militaire. Aucun parti politique n'est autorisé.                                                                           | Tous les députés sont élus sans étiquette. Le maréchal Plaek Pibulsonggram demeure premier ministre.                                    |
| février                            | Afghanistan | Législatives | Les élections se déroulent oralement, par acclamation, sans bulletin secret.                                                                                      | L'élection est remportée par les candidats du gouvernement. Shah Mahmud Khan (sans étiquette) demeure premier ministre.                 |

### Mars
| Date | Pays     | Élections    | Contexte | Résultats |
| ---- | -------- | ------------ | --- | --- |
| mars | Salvador | Législatives | Le Salvador à cette date est une dictature militaire. Aucun candidat d'opposition ne se présente à cette élection, que l'opposition considère comme truquée. | Le Parti révolutionnaire de l'unification démocratique, parti de la junte, remporte mécaniquement tous les sièges. |

### Avril
| Date                   | Pays     | Élections    | Contexte | Résultats |
| ---------------------- | -------- | ------------ | --- | --- |
| 17 et 18 avril         | Maldives | Référendum   | Les citoyens sont invités à approuver ou rejeter une proposition de Constitution qui ferait du pays une république, abolissant la monarchie.                                                                           | La proposition est approuvée par une large majorité des votants. Un coup d'État le 21 août restaure toutefois la monarchie.                                                          |
| juin 1951 à avril 1952 | Birmanie | Législatives | Premières élections après l'indépendance du pays en 1948. (Les précédentes élections avaient eu lieu en 1947.) En raison d'insurrections ethniques et communistes, le scrutin se déroule sur une période de neuf mois. | La Ligue anti-fasciste pour la liberté du peuple (alliance de socialistes et de communistes) et ses alliés conservent la majorité absolue des sièges. U Nu demeure premier ministre. |

### Mai
| Date         | Pays                   | Élections                      | Contexte | Résultats |
| ------------ | ---------------------- | ------------------------------ | --- | --- |
| 11 mai       | Panama                 | Législatives et présidentielle | Ces élections font suite au coup d'État orchestré par la police nationale en 1951 pour renverser le dictateur corrompu Arnulfo Arias. | Alternance. Le général José Antonio Remón Cantera (Coalition patriotique nationale : droite nationaliste) est élu avec 62,4 % des voix, face à deux autres candidats dont notamment Roberto Francisco Chiari Remón (Alliance civique : union de partis de gauche et du centre). La Coalition patriotique nationale remporte une majorité absolue des sièges à l'Assemblée nationale. Le président José Rémon sera assassiné en 1955. |
| 16 mai       | République dominicaine | Législatives et présidentielle | Le pays à cette date est une dictature à parti unique. | Le Parti dominicain (droite) conserve mécaniquement tous les sièges au Parlement. Son candidat Héctor Trujillo est élu automatiquement président avec 100 % des voix. Il n'est toutefois qu'un président de façade, le pouvoir réel étant exercé par son frère Rafael Trujillo. |
| 24 au 30 mai | Ceylan                 | Législatives                   | Premières élections nationales depuis l'indépendance du pays en 1948. Les précédentes avaient eu lieu en 1947. Les Tamouls, d'origine indienne, sont privés du droit de vote par des lois très controversées adoptées en 1948 et 1949, ce qui réduit l'électorat des partis d'opposition. | Le Parti national uni (conservateur, libéral), qui disposait d'une majorité relative des sièges, remporte cette fois la majorité absolue. Dudley Senanayake demeure premier ministre. |

### Juin
| Date     | Pays     | Élections      | Contexte | Résultats |
| -------- | -------- | -------------- | --- | --- |
| 1er juin | Équateur | Présidentielle | | Alternance. José María Velasco Ibarra (Fédération nationale vélasquiste) est élu avec 43 % des voix, face à trois autres candidats.                                                                                     |
| 25 juin  | Irlande  | Présidentielle | | Étant le seul candidat, le président sortant Seán T. O'Kelly (Fianna Fáil, centriste) est automatiquement reconduit. |
| 25 juin  | Pays-Bas | Législatives   | | Parlement sans majorité. Le Parti travailliste (social-démocrate) et le Parti populaire catholique (chrétien-démocrate) obtiennent chacun trente sièges sur cent. Willem Drees (travailliste) demeure premier ministre. |
| 29 juin  | Islande  | Présidentielle | Première élection présidentielle en Islande, car c'est la première fois qu'il y a plusieurs candidats. Cette élection fait suite au décès du président en exercice, Sveinn Björnsson (sans étiquette). | Ásgeir Ásgeirsson (Parti social-démocrate) est élu avec 48,6 % des voix, face à deux autres candidats. |

### Juillet
| Date      | Pays    | Élections                      | Contexte | Résultats |
| --------- | ------- | ------------------------------ | --- | --- |
| 7 juillet | Mexique | Législatives et présidentielle | Le Mexique à cette date est sous un régime autoritaire, qui permet officiellement les partis d'opposition mais réprime toute dissension réelle. Le gouvernement est également entaché de corruption. | Le Parti révolutionnaire institutionnel (centre-droit, corporatiste) conserve la quasi-totalité des sièges. Son candidat Adolfo Ruiz Cortines est élu président avec 74,3 % des voix, face à trois autres candidats. |

### Août
| Date   | Pays         | Élections      | Contexte | Résultats |
| ------ | ------------ | -------------- | --- | --- |
| 5 août | Corée du Sud | Présidentielle | L'élection se déroule durant la guerre de Corée. Le pays est sous loi martiale, et sous un régime autoritaire. Le gouvernement, responsable de plusieurs massacres à l'encontre de militants de gauche, a fait arrêter les députés d'opposition quelques mois avant le scrutin. | Syngman Rhee (Parti libéral : droite à extrême-droite, conservateur, autoritaire) est réélu avec 74,6 % des voix face à trois autres candidats. |

### Septembre
| Date         | Pays  | Élections      | Contexte | Résultats |
| ------------ | ----- | -------------- | -------- | --- |
| 4 septembre  | Chili | Présidentielle |          | Alternance. Carlos Ibáñez del Campo (sans étiquette, soutenu par des partis mineurs tels que le Parti socialiste populaire et le Parti travailliste agrarien) est élu avec 46,8 % des voix, face à trois autres candidats.                             |
| 21 septembre | Suède | Législatives   |          | Le Parti social-démocrate des travailleurs conserve sa majorité relative des sièges, et dispose d'une majorité absolue avec l'appui de la Ligue agraire (centriste) et du Parti communiste. Tage Erlander (social-démocrate) demeure premier ministre. |

### Octobre
| Date        | Pays    | Élections    | Contexte | Résultats |
| ----------- | ------- | ------------ | --- | --- |
| 1er octobre | Japon   | Législatives | | Le Parti libéral (conservateur, libéral) conserve la majorité absolue des sièges. Shigeru Yoshida demeure premier ministre. |
| 26 octobre  | Pologne | Législatives | La Pologne à cette date est un État à coalition unique. Aucun parti d'opposition n'est toléré. Les autorités présentent une liste unique de candidats, avec autant de candidats qu'il y a de sièges à pourvoir. Les citoyens sont appelés à approuver cette liste. | La liste du « Front de l'unité nationale », constitué du Parti ouvrier unifié (marxiste-léniniste) et des partis qui lui sont subordonnés, recueille officiellement 99,8 % de suffrages favorables. Józef Cyrankiewicz demeure premier ministre. |

### Novembre
| Date        | Pays             | Élections                      | Contexte | Résultats |
| ----------- | ---------------- | ------------------------------ | --- | --- |
| 4 novembre  | États-Unis       | Présidentielle et législatives | | Alternance. Dwight D. Eisenhower (Parti républicain : conservateur) est élu président avec 55,2 % des suffrages populaires, face notamment à Adlai Stevenson (Parti démocrate). Les républicains remportent la majorité absolue des sièges à la Chambre des représentants et la majorité relative au Sénat.                                                                                              |
| 16 novembre | Royaume de Grèce | Législatives                   | | Alternance. Le nouveau parti Rassemblement grec (droite) obtient une très large majorité des sièges. Le maréchal Aléxandros Papágos devient premier ministre. |
| 30 novembre | Roumanie         | Législatives                   | La Roumanie à cette date est un État à coalition unique. Aucun parti d'opposition n'est toléré. Les autorités présentent une liste unique de candidats, que les citoyens sont invités à approuver ou à rejeter.                                                                                    | Les candidats du « Front démocratique populaire », dominé par le Parti ouvrier (marxiste-léniniste), recueille officiellement 98,4 % de suffrages favorables. Gheorghe Gheorghiu-Dej demeure président du conseil des ministres. |
| 30 novembre | Venezuela        | Législatives                   | Élection d'une assemblée constituante. Le pays à cette date est une dictature militaire. Le parti Action démocratique (socialiste), principal parti d'opposition, a été interdit, de même que le Parti communiste. Les partis d'opposition tolérés n'ont pas accès aux médias pour faire campagne. | Les premiers résultats indiquent que le parti Union républicaine démocratique (centre-gauche, libéral), parti d'opposition, est en tête devant les candidats de la junte. Le gouvernement interrompt le décompte des voix, puis publie des résultats qui accordent à ses propres candidats une majorité relative des sièges. Les partis d'opposition boycottent l'assemblée constituante qui en découle. |

### Décembre
Il n'y a pas d'élection nationale en décembre 1952.